# Campeonato Mundial de Tiro de 2018
El LII Campeonato Mundial de Tiro se celebró en Changwon (Corea del Sur) entre el 1 y el 14 de septiembre de 2018 bajo la organización de la Federación Internacional de Tiro Deportivo (ISSF) y la Federación Surcoreana de Tiro Deportivo.
Las competiciones se realizaron en el Campo de Tiro Internacional de la ciudad surcoreana.

## Resultados

### Masculino
| Evento                                 | Oro                                     | Plata                                    | Bronce                                         |
| -------------------------------------- | --------------------------------------- | ---------------------------------------- | ---------------------------------------------- |
| Rifle 3 posiciones 300 m (14.09)       | Aleksi Leppä · Finlandia · 1172 pts.    | István Péni · Hungría · 1169 pts.        | Gilles Dufaux · Suiza · 1167 pts.              |
| Rifle 3 posiciones 300 m (equipos)     | Austria · 3469                          | Suiza · 3461                             | Francia 3459                                   |
| Rifle en pos. tendida 300 m (10.09)    | Rajmond Debevec Eslovenia 592 (31x)     | Daniel Romanczyk · Polonia · 592 (22x)   | Josip Kuna · Croacia · 590                     |
| Rifle en pos. tendida 300 m (equipos)  | Francia 1761                            | Suiza · 1757                             | Noruega · 1755                                 |
| Rifle estándar 300 m (12.09)           | Aleksi Leppä · Finlandia · 580          | Karl Olsson · Suecia · 576 (21x)         | Odd Arne Brekne · Noruega · 576 (13x)          |
| Rifle estándar 300 m (equipos)         | Noruega · 1722                          | Corea del Sur 1711                       | Suiza · 1708                                   |
| Rifle 3 posiciones 50 m (07.09)        | Tomasz Bartnik · Polonia · 460,4        | Petar Gorša · Croacia · 457,4            | Michael McPhail Estados Unidos 446,9           |
| Rifle 3 posiciones 50 m (equipos)      | Rusia · 3535 RM                         | China 3532                               | Bielorrusia · 3526                             |
| Rifle en pos. tendida 50 m (05.09)     | Steffen Olsen Dinamarca 628,2           | Stian Bogar · Noruega · 627,8            | Thomas Mathis · Austria · 627,1                |
| Rifle en pos. tendida 50 m (equipos)   | Alemania · 1869,5                       | Estados Unidos 1868,0                    | China 1866,8                                   |
| Rifle de aire 10 m (03.09)             | Serguei Kamenski · Rusia · 248,4        | Petar Gorša · Croacia · 247,5            | Miran Maričić · Croacia · 227,3                |
| Rifle de aire 10 m (equipos)           | China 1887,4 RM                         | Rusia · 1884,0                           | Corea del Sur 1878,5                           |
| Pistola 50 m (04.09)                   | Om Prakash Mitharval India 564          | Damir Mikec Serbia 562                   | Lee Dae-Myung Corea del Sur 560                |
| Pistola 50 m (equipos)                 | Corea del Sur 1670                      | Serbia 1667                              | China 1661                                     |
| Pistola rápida de fuego 25 m (10.09)   | Lin Junmin China 32                     | Zhang Jian China 31                      | Jean Quiquampoix Francia 24                    |
| Pistola rápida de fuego 25 m (equipos) | China 1756                              | Alemania · 1751                          | Corea del Sur 1745                             |
| Pistola de fuego 25 m (13.09)          | Júlio Almeida · Brasil · 591            | Christian Reitz · Alemania · 588         | Pavlo Korostylov · Ucrania · 586               |
| Pistola de fuego 25 m (equipos)        | Corea del Sur 1743                      | Francia 1737                             | China 1735                                     |
| Pistola estándar 25 m (14.09)          | Pavlo Korostylov · Ucrania · 581        | Gurpreet Singh India 579 (22x)           | Kim Jun-Hong Corea del Sur 579 (19x)           |
| Pistola estándar 25 m (equipos)        | Francia 1716                            | Corea del Sur 1709                       | Ucrania · 1704                                 |
| Pistola de aire 10 m (06.09)           | Jin Jong-Oh Corea del Sur 241,5 (+10,3) | Artiom Chernousov · Rusia · 241,5 (+9,5) | Lee Dae-Myung Corea del Sur 220,6              |
| Pistola de aire 10 m (equipos)         | Corea del Sur 1747                      | India 1738                               | Rusia · 1736                                   |
| Blanco móvil 50 m (05.09)              | Mijail Azarenko · Rusia · 589 (+20)     | Łukasz Czapla · Polonia · 589 (+19)      | Tomi-Pekka Heikkilä · Finlandia · 587          |
| Blanco móvil 50 m (equipos)            | Rusia · 1759                            | Suecia · 1756                            | Corea del Sur 1738                             |
| Blanco móvil mixto 50 m (06.09)        | Emil Martinsson · Suecia · 393          | Mijail Azarenko · Rusia · 392            | Jesper Nyberg · Suecia · 391                   |
| Blanco móvil mixto 50 m (equipos)      | Suecia · 1171                           | Rusia · 1170                             | Corea del Norte 1163                           |
| Blanco móvil 10 m (09.09)              | Jesper Nyberg · Suecia · 6              | Maxim Stepanov · Rusia · 3               | Vladislav Prianishnikov · Rusia · 6            |
| Blanco móvil 10 m (equipos)            | Rusia · 1734                            | Corea del Norte 1722                     | Suecia · 1718                                  |
| Blanco móvil mixto 10 m (11.09)        | Tomi-Pekka Heikkilä · Finlandia · 388   | Łukasz Czapla · Polonia · 386            | Mijail Azarenko · Rusia · 385                  |
| Blanco móvil mixto 10 m (equipos)      | Suecia · 1147                           | Rusia · 1137                             | Corea del Norte 1135                           |
| Foso (03.09)                           | Alberto Fernández · España · 48         | Erik Varga · Eslovaquia · 47             | Abdulrahman Al-Faihan Kuwait 32                |
| Foso (equipos)                         | Kuwait 360                              | Estados Unidos 360                       | Italia · 360                                   |
| Doble foso (08.09)                     | Ankur Mittal India 140 (+4)             | Yang Yiyang China 140 (+3)               | Hubert Andrzej Olejnik · Eslovaquia · 140 (+1) |
| Doble foso (equipos)                   | Italia · 411                            | China 410                                | India 409                                      |
| Skeet (14.09)                          | Vincent Hancock Estados Unidos 59       | Erik Watndal · Noruega · 55              | Riccardo Filippelli · Italia · 46              |
| Skeet (equipos)                        | Francia 365                             | Italia · 363                             | Rusia · 361                                    |

### Femenino
| Evento                                | Oro                                             | Plata                                                             | Bronce                                      |
| ------------------------------------- | ----------------------------------------------- | ----------------------------------------------------------------- | ------------------------------------------- |
| Rifle 3 posiciones 300 m (12.09)      | Lisa Müller · Alemania · 1161 (37x) RM          | Jolyn Beer · Alemania · 1161 (33x)                                | Elin Ahlin · Suecia · 1159                  |
| Rifle 3 posiciones 300 m (equipos)    | Alemania · 3469 RM                              | Austria · 3436                                                    | Suiza · 3429                                |
| Rifle en pos. tendida 300 m (10.09)   | Bae So-Hee Corea del Sur 592                    | Eva Rösken · Alemania · 588                                       | Silvia Guignard Schnyder · Suiza · 586      |
| Rifle en pos. tendida 300 m (equipos) | Alemania · 1748                                 | Corea del Sur 1737 (67x)                                          | Suiza · 1737 (60x)                          |
| Rifle 3 posiciones 50 m (08.09)       | Yuliya Karimova · Rusia · 461,1                 | Isabella Straub · Alemania · 459,5                                | Snježana Pejčić · Croacia · 446,4           |
| Rifle 3 posiciones 50 m (equipos)     | Alemania · 3521                                 | Dinamarca 3518                                                    | Rusia · 3511                                |
| Rifle en pos. tendida 50 m (05.09)    | Seonaid McIntosh Reino Unido 623,9              | Isabella Straub · Alemania · 623,7                                | Daniela Demjén-Pešková · Eslovaquia · 623,3 |
| Rifle en pos. tendida 50 m (equipos)  | Alemania · 1871,4 RM                            | Dinamarca 1851,2                                                  | Reino Unido 1850,6                          |
| Rifle de aire 10 m (03.09)            | Im Ha-Na Corea del Sur 251,1                    | Anjum Moudgil India 248,4                                         | Jung Eun-Hea Corea del Sur 228,0            |
| Rifle de aire 10 m (equipos)          | Corea del Sur 1886,2 RM                         | India 1879,0                                                      | Alemania · 1878,4                           |
| Pistola 25 m (08.09)                  | Olena Kostevych · Ucrania · 37 (+11)            | Vitalina Batsarashkina · Rusia · 37 (+10)                         | Doreen Vennekamp · Alemania · 31            |
| Pistola 25 m (equipos)                | China 1746 (69x)                                | Corea del Sur 1746 (64x)                                          | Alemania · 1744                             |
| Pistola de aire 10 m (04.09)          | Anna Korakaki · Grecia · 241,2                  | Zorana Arunović Serbia 239,8                                      | Kim Bo-Mi Corea del Sur 218,8               |
| Pistola de aire 10 m (equipos)        | China 1739 RM                                   | Corea del Sur 1734                                                | Rusia · 1720                                |
| Blanco móvil 10 m (09.09)             | Olga Stepanova · Rusia · 7                      | Li Xue Yan China 5                                                | Halyna Avramenko · Ucrania · 6              |
| Blanco móvil 10 m (equipos)           | China 1673                                      | Corea del Norte 1672                                              | Rusia · 1668                                |
| Blanco móvil mixto 10 m (11.09)       | Su Li China 391 RM                              | Li Xue Yan China 382                                              | Irina Izmalkova · Rusia · 375               |
| Blanco móvil mixto 10 m (equipos)     | China 1125                                      | Ucrania · 1101                                                    | Rusia · 1097                                |
| Foso (06.09)                          | Zuzana Rehák-Štefečeková · Eslovaquia · 45 (+3) | Wang Xiaojing China 45 (+2)                                       | Silvana Stanco · Italia · 36                |
| Foso (equipos)                        | Italia · 343 RM                                 | España · 342 · Beatriz Martínez · Fátima Gálvez · Francisca Muñoz | Estados Unidos 339                          |
| Skeet (11.09)                         | Caitlin Connor Estados Unidos 57                | Kimberly Rhode Estados Unidos 56                                  | Amber English Estados Unidos 46             |
| Skeet (equipos)                       | Estados Unidos 355 RM                           | Italia · 347                                                      | Chipre 345                                  |

### Mixto
| Evento               | Oro                                                             | Plata                                          | Bronce                                                      |
| -------------------- | --------------------------------------------------------------- | ---------------------------------------------- | ----------------------------------------------------------- |
| Rifle 10 m (02.09)   | Zhao Ruozhu Yang Haoran China 500,9                             | Wu Mingyang Song Buhan China 500,6             | Anastasiya Galashina · Vladimir Maslennikov · Rusia · 434,2 |
| Pistola 10 m (02.09) | Vitalina Batsarashkina · Artiom Chernousov · Rusia · 488,1 pts. | Wang Qian Wang Meng Yi China 480,2 pts.        | Olena Kostevych · Oleh Omelchuk · Ucrania · 416,7 pts.      |
| Foso (07.09)         | Zuzana Rehák-Štefečeková · Erik Varga · Eslovaquia · 45         | Yekaterina Rabaya · Alexei Alipov · Rusia · 40 | Kirsty Barr Aaron Heading Reino Unido 33                    |

## Medallero
| Núm. | País            | Oro | Plata | Bronce | Total |
| ---- | --------------- | --- | ----- | ------ | ----- |
| 1    | China           | 9   | 9     | 3      | 21    |
| 2    | Rusia           | 8   | 8     | 10     | 26    |
| 3    | Corea del Sur   | 7   | 5     | 8      | 20    |
| 4    | Alemania        | 6   | 6     | 3      | 15    |
| 5    | Suecia          | 4   | 2     | 3      | 9     |
| 6    | Estados Unidos  | 3   | 3     | 3      | 9     |
| 7    | Francia         | 3   | 1     | 2      | 6     |
| 8    | Finlandia       | 3   | 0     | 1      | 4     |
| 9    | India           | 2   | 4     | 1      | 7     |
| 10   | Italia          | 2   | 2     | 3      | 7     |
| 11   | Ucrania         | 2   | 1     | 4      | 7     |
| 12   | Eslovaquia      | 2   | 1     | 2      | 5     |
| 13   | Polonia         | 1   | 3     | 0      | 4     |
| 14   | Noruega         | 1   | 2     | 2      | 5     |
| 15   | Dinamarca       | 1   | 2     | 0      | 3     |
| 16   | Austria         | 1   | 1     | 1      | 3     |
| 17   | España          | 1   | 1     | 0      | 2     |
| 19   | Reino Unido     | 1   | 0     | 2      | 3     |
| 19   | Kuwait          | 1   | 0     | 1      | 2     |
| 20   | Brasil          | 1   | 0     | 0      | 1     |
| 20   | Eslovenia       | 1   | 0     | 0      | 1     |
| 20   | Grecia          | 1   | 0     | 0      | 1     |
| 23   | Serbia          | 0   | 3     | 0      | 3     |
| 24   | Suiza           | 0   | 2     | 5      | 7     |
| 25   | Croacia         | 0   | 2     | 3      | 5     |
| 26   | Corea del Norte | 0   | 2     | 2      | 4     |
| 26   | Hungría         | 0   | 1     | 0      | 1     |
| 20   | Bielorrusia     | 0   | 0     | 1      | 1     |
| 20   | Chipre          | 0   | 0     | 1      | 1     |
|      | TOTAL           | 61  | 61    | 61     | 183   |